# جوزيف سانت دينيس
جوزيف سانت دينيس هو سياسي كندي، ولد في 14 يناير 1870 في كندا، وتوفي في 8 أبريل 1966 في هاوكيسبيري في كندا. حزبياً، نشط في حزب أونتاريو المحافظ التقدمي. وقد انتخب عضو برلمان مقاطعة أونتاريو.